# Slopná
Slopná je naseljeno mjesto u okrugu Považská Bystrica u Trenčínskom kraju u Slovačkoj.

## Stanovništvo
| Godina:     | 1993. | 2003.   | 2013.   | 2023.   |
| ----------- | ----- | ------- | ------- | ------- |
| Broj ljudi: | 510   | 496     | 476     | 495     |
| Razlika:    |       | -2,74 % | -4,03 % | +3,99 % |

| Godina:     | 2022. | 2023.   |
| ----------- | ----- | ------- |
| Broj ljudi: | 491   | 495     |
| Razlika:    |       | +0,81 % |

Prema podatcima o broju stanovnika iz 2023. godine naselje je imalo 495 stanovnika.

## Vanjske poveznice
|  | Zajednički poslužitelj ima još gradiva o temi Slopná |

- Službena stranica naselja (sl.)